# Петіна
Петіна (італ. Petina) — муніципалітет в Італії, у регіоні Кампанія, провінція Салерно.
Петіна розташована на відстані близько 290 км на південний схід від Рима, 100 км на схід від Неаполя, 55 км на схід від Салерно.
Населення — 1168 осіб (2014).

## Демографія
Населення за роками:

Станом на 1 січня 2023 року в муніципалітеті офіційно проживали 32 іноземці з 4 країн, серед них 29 громадян країн Євросоюзу.

## Сусідні муніципалітети
- Аулетта
- Корлето-Монфорте
- Оттаті
- Сант'Анджело-а-Фазанелла
- Січиньяно-дельї-Альбурні